# National Rugby League 1942
La New South Wales Rugby Football League de 1942 fue la 35.ª edición del torneo de rugby league más importante de Australia.

## Formato
Los clubes se enfrentaron en una fase regular de todos contra todos, los cuatro equipos mejor ubicados al terminar esta fase clasificaron a la postemporada.
Se otorgaron 2 puntos por el triunfo, 1 por el empate y ninguno por la derrota.

## Desarrollo

### Tabla de posiciones
| Pos. | Equipo                        | Encuentros | Encuentros | Encuentros | Encuentros | Tantos | Tantos | Tantos | Puntos |
| Pos. | Equipo                        | PJ         | PG         | PE         | PP         | F      | C      | Dif    | Puntos |
| ---- | ----------------------------- | ---------- | ---------- | ---------- | ---------- | ------ | ------ | ------ | ------ |
| 1    | Canterbury-Bankstown Bulldogs | 14         | 10         | 0          | 4          | 264    | 162    | +102   | 20     |
| 2    | Balmain Tigers                | 14         | 10         | 0          | 4          | 223    | 192    | +31    | 20     |
| 3    | St. George Dragons            | 14         | 9          | 0          | 5          | 271    | 205    | +66    | 18     |
| 4    | Eastern Suburbs               | 14         | 8          | 0          | 6          | 213    | 214    | -1     | 16     |
| 5    | South Sydney Rabbitohs        | 14         | 7          | 1          | 6          | 209    | 191    | +18    | 15     |
| 6    | North Sydney Bears            | 14         | 5          | 0          | 9          | 220    | 216    | +4     | 10     |
| 7    | Newtown Jets                  | 14         | 4          | 1          | 9          | 189    | 266    | -77    | 9      |
| 8    | Western Suburbs Magpies       | 14         | 2          | 0          | 12         | 148    | 291    | -143   | 4      |

|  | Postemporada. |

### Postemporada

#### Playoff
| 15 de agosto | Canterbury-Bankstown Bulldogs | 26 - 20 | Balmain Tigers |  |  |

#### Semifinales
| 22 de agosto | Canterbury-Bankstown Bulldogs | 10 - 25 | St. George Dragons |  |  |

| 29 de agosto | Balmain Tigers | 14 - 20 | Eastern Suburbs |  |  |

#### Final Preliminar
| 5 de septiembre | St. George Dragons | 18 - 5 | Eastern Suburbs |  |  |

#### Final
| 12 de septiembre | Canterbury-Bankstown Bulldogs | 11 - 9 | St. George Dragons | Sydney Cricket Ground, Sídney   |  |
|                  |                               |        |                    | Asistencia: 26.171 espectadores |  |

| Bandera de Australia                  |
| Campeón Canterbury-Bankstown Bulldogs |
| Segundo título                        |